# Collegium Budapest

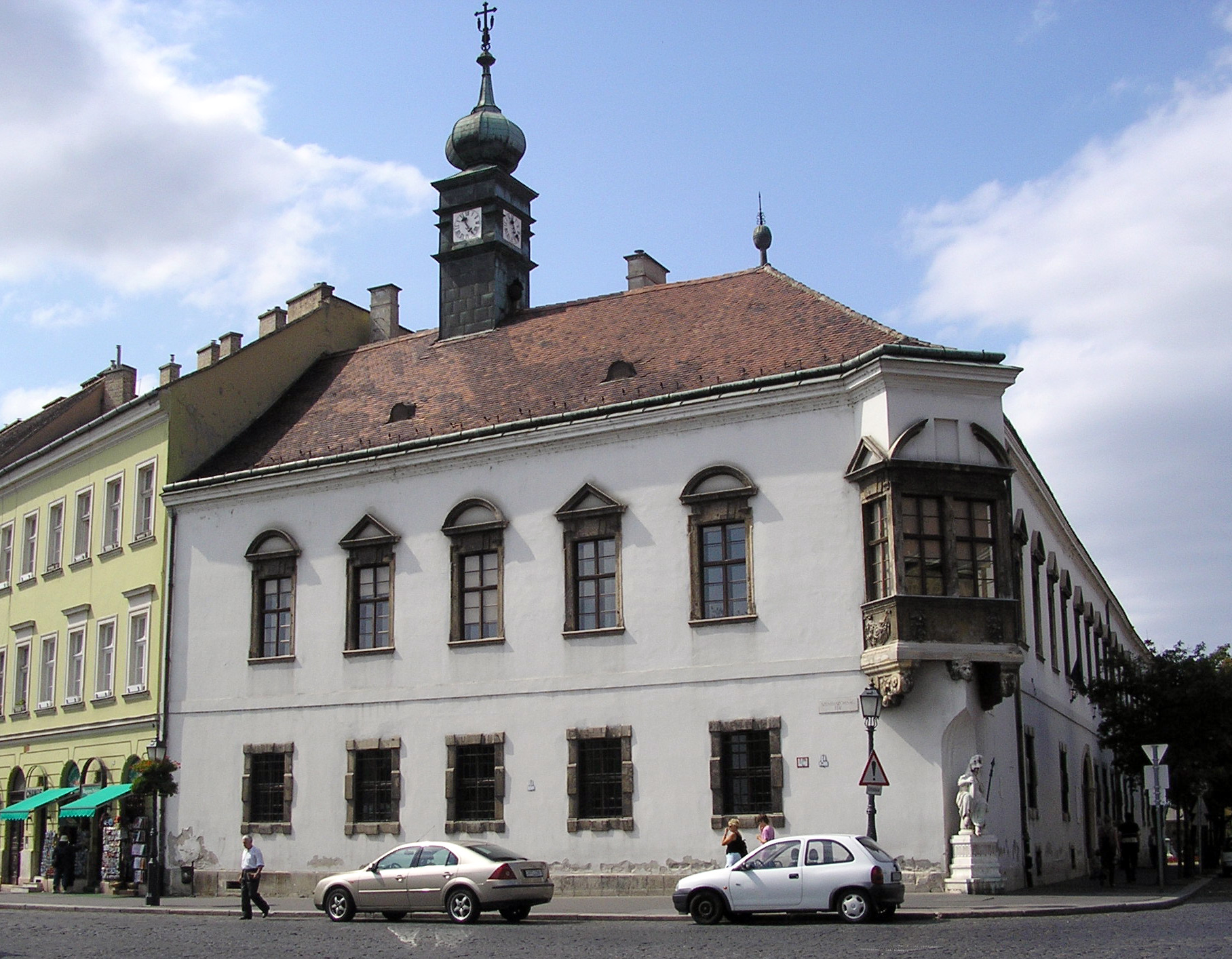
A Collegium Budapestnek helyet adó régi budai városháza 2007-ben

A Collegium Budapest – Institute for Advanced Study 1992 őszétől 2011. szeptember 30-áig működött felsőfokú, doktorális és posztdoktorális szintű tanulmányok folytatására létrehozott nemzetközi intézmény. 2011-ben a második Orbán-kormánnyal folytatott sikertelen tárgyalássorozatot követően az intézmény megszűnt.
A princetoni Institute for Advanced Study mintájára, doktorális, posztdoktorális szintű felsőfokú tanulmányok folytatására, ösztöndíjakhoz kapcsolódó angol nyelvű – főleg külföldiek, valamint hazai és külföldi magyarok számára létrehozott – iskola (kollégium) a Budai Várnegyedben, a Szentháromság utca 2. sz. alatt, a régi budai városháza épületében működött. A nemzetközi intézmény elsődleges célja volt, hogy a régióval foglalkozó kutatásokat minél szélesebb nemzetközi kontextusba helyezze, törekedve arra, hogy felhívja a nemzetközi tudóstársadalom figyelmét a különböző tudományágak kiváló közép- és kelet-európai képviselőire.

## Története
Az intézmény 1991-ben öt állam (Ausztria, Franciaország, két német tartomány; Berlin és Baden-Württemberg, Svájc és Svédország) és számos magánszponzor támogatásával alakult Budapesten. Az államok és magántámogatók az intézmény első öt évének teljes működési költségeit, valamint az ezt követő 14 év költségeinek jelentős részét fedezték. A rendszerváltást követő első Institute for Advanced Study Kelet-Közép-Európában. Wolf Lepenies „egyféle intellektuális-kulturális Marshall-segélyként emlegette a kezdeményezést, melynek elgondolásában, kidolgozásában jelentős szerepe volt az őt még a princetoni intézetben megismerő Kornai Jánosnak” – írta a Klaniczay Gábor az intézmény volt rektora a Magyar Narancsban. A magyar kormány a Várszínháznak is helyet adó karmelita kolostor egy részét ajánlotta az intézménynek, amit később elcseréltek a Magyar Tudományos Akadémiával és Kosáry Domonkossal (az akadémia akkori elnökével) az MTA Nyelvtudományi Intézeteznek helyet adó régi budai városházára. Az ünnepélyes megnyitó Antal József miniszterelnök beszédével és Göncz Árpád magyar és Richard von Weizsäcker német köztársasági elnök részvételével zajlott.
A kollégiumba a világ bármely országából származó, bármelyik tudományág képviselője meghívást kaphatott egy teljes akadémiai évre (tíz hónapra). Az intézmény „rövid idő alatt a magyar tudományos élet egyik központjává vált, ahol Nobel-díjas fizikus, közgazdász és író tartott előadást, és amelyben 700 munkatárs fordult meg” – nyilatkozta Kornai János 2018-ban. Az intézmény fennállása során évente 20–30, összesen több mint 400 tudós kapott kutatási ösztöndíjat az intézménytől. Az intézet 1997-ben elnyerte az Európai Bizottság Centre for Excellence pályázatát és ezáltal éveken keresztül uniós támogatásban részesült. 2010-ben Sors Andrásnak akkor rektornak sikerült megállapodnia egy, a Bajnai-kormánnyal az intézmény további működését biztosító megoldásban s az ezzel járó támogatásból finanszírozni tudták volna következő években a külföldi és magyar tudósok ösztöndíjait, valamint tudományos rendezvényeket.
2010-ben a második Orbán-kormány leállította a szerződéskötést, mert „nemzetközi szervezetként” a Collegium Budapest nem „eligibilis” ilyen támogatásra, valamint megvonta az elmúlt hat évben folyósított minimális költségvetési támogatást is. „Később az állami támogatás megvonására, az intézet autonómiájának megszüntetésére irányuló kísérletek révén elindult az a romboló folyamat, amely végül ennek a nagyszerű intézménynek a megszűnéséhez vezetett” – emlékezett vissza Kornai János 2018-ban az intézmény megszűnésének körülményeire. 2011 tavaszán a kuratórium úgy határozott, ilyen feltételek mellett nem folytatható tovább az intézmény működtetése.

## Rektorok
- Vékás Lajos (1992–1997)[1]
- Klaniczay Gábor (1997–2002)[1]
- Kondor Imre (2002–2008)[1]
- Klaniczay Gábor (2008)[1]
- Sors András (2008–2011)[1]

## Szemináriumok, előadások
A hetenként rendezett szemináriumok mellett a Collegium Budapest rendszeresen meghívott vendégelőadókat, neves magyar és külföldi tudósokat, hogy szélesebb közönség számára tartsanak nyilvános előadást. A rendszeresen szervezett nemzetközi műhelybeszélgetések, konferenciák és kulturális rendezvények a magyar egyetemekkel és más kulturális intézményekkel történő kapcsolatépítést szolgálták.

## Szállás
A külföldi és vidéki ösztöndíjasoknak 2000 októberétől a többek között a Svéd Wallenberg Alapítvány támogatásával megépült Raoul Wallenberg Vendégház adott otthont, amely a Collegium Budapesttől néhány perces sétával volt elérhető.